# Willi Borsche
Willi Felix Borsche (* 27. September 1878 in Schlaben bei Guben; † 11. Mai 1958 in Hannover) war ein deutscher Bratschist, Kammermusiker, Musiklehrer und Dirigent.

## Leben
Nach seiner Anstellung am Stadttheater Genf trat Willi Felix Borsche zum 1. August des Jahres 1900 in den Dienst des Orchesterensembles am Königlichen Hoftheater in Hannover, das 1866 von der preußischen Krone übernommen worden war und daher der Generalintendanz in Berlin unterstand. Als eines von 67 Mitgliedern des Ensembles war Borsche seitdem Beamter im mittleren Dienst. Doch erst ab 1901 konnte sich Borsche, in der Nachfolge des Violinisten Paul Kraft, als „Königlicher Kammermusiker“ bezeichnen.
Am 25. Oktober 1909 wurde Borsches Sohn, der spätere Schauspieler Dieter Borsche, in Hannover geboren. Infolge eines Konfliktes mit dem hannoverschen Kapellmeister Boris Bruck im selben Jahr wurde Borsche 1909 zunächst entlassen, prozessierte dann jedoch erfolgreich gegen den damaligen deutschen Kaiser und König von Preußen, Wilhelm II., und konnte im Ergebnis bereits in jungen Jahren ab 1910 eine Pension beziehen. So abgesichert, wirkte Willi Felix Borsche später selbst als Kapellmeister.
Willi Felix Borsche war mit der Oratoriensängerin Anna Friederike Berta, geborene Bornmüller verheiratet.